# TGV IRIS 320
El TGV IRIS 320 es un modelo de tren laboratorio de alta velocidad de la serie TGV operado por SNCF. Permite auscultar tanto líneas clásicas como de alta velocidad circulando a la máxima velocidad que permite la línea.

## Utilidad
La auscultación en las líneas de alta velocidad se realizaba desde 1988 a través de un coche auscultador denominado Mélusine que se introducía entre la cabeza tractora y los coches de pasajeros. En 2002 se decidió crear una rama específica para estas labores.
Una rama de la serie TGV Réseau fue dada de baja del servicio en 2003 para ser transformada en tren laboratorio. La trasformación duró hasta 2006, cuando la rama entró en servicio.
Los parámetros son medidos en 3 puntos del tren, procesados a bordo y enviados a tierra instantáneamente. Los parámetros medidos son:
- Geometría de la vía
- Interacción vía/tren
- Señalización y comunicaciones
- Continuidad de la corriente de alimentación
- Presión en los cruces y los túneles